# Kretische Rutenglockenblume
Die Kretische Rutenglockenblume (Petromarula pinnata (L.) A.DC., Syn.: Phyteuma pinnatum L.), griechisch Πετρομάρουλα „Fels-Salat“, ist die einzige Pflanzenart der monotypischen Gattung Petromarula innerhalb der Familie der Glockenblumengewächse (Campanulaceae).

## Beschreibung

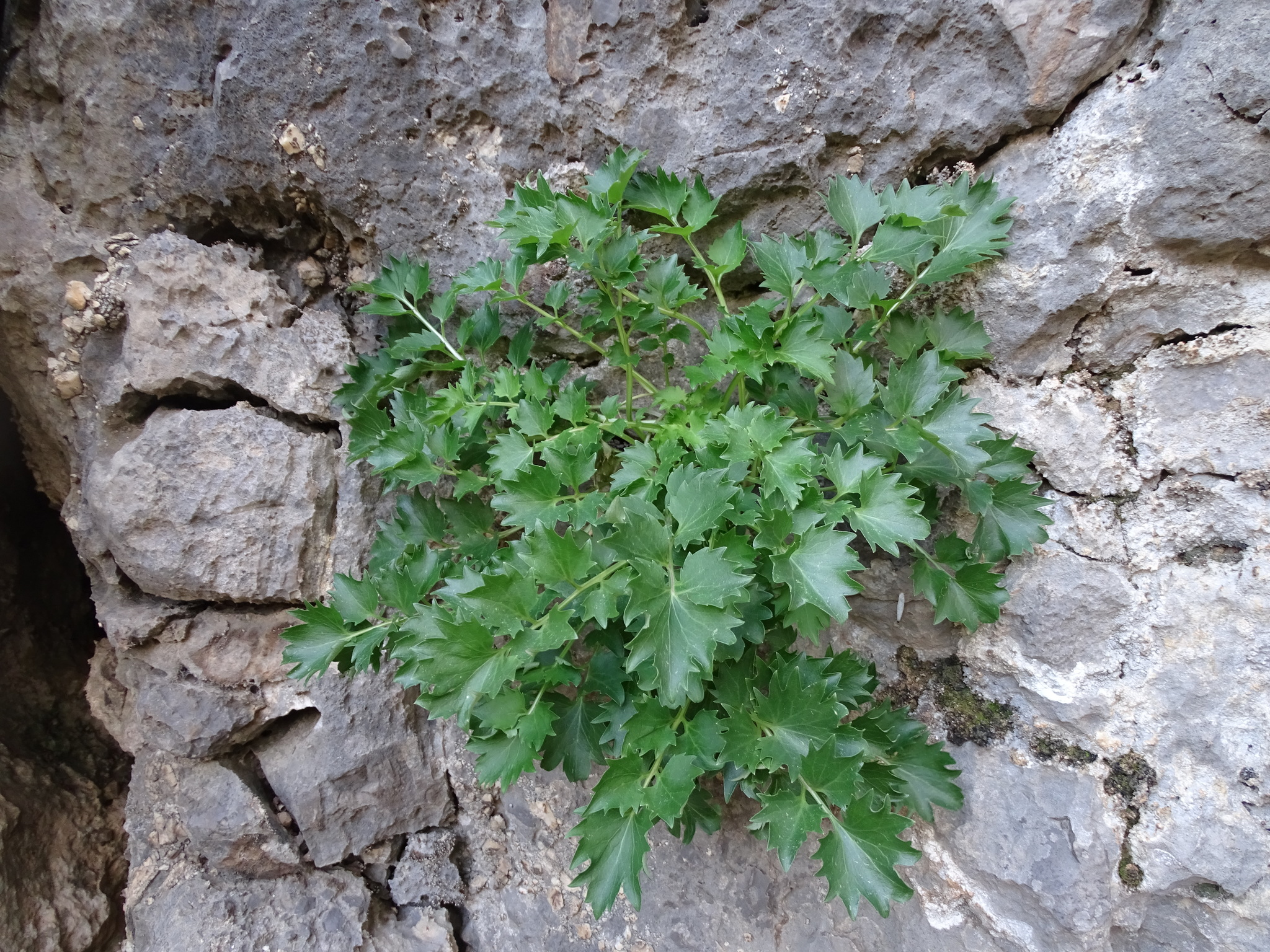
Blattrosette

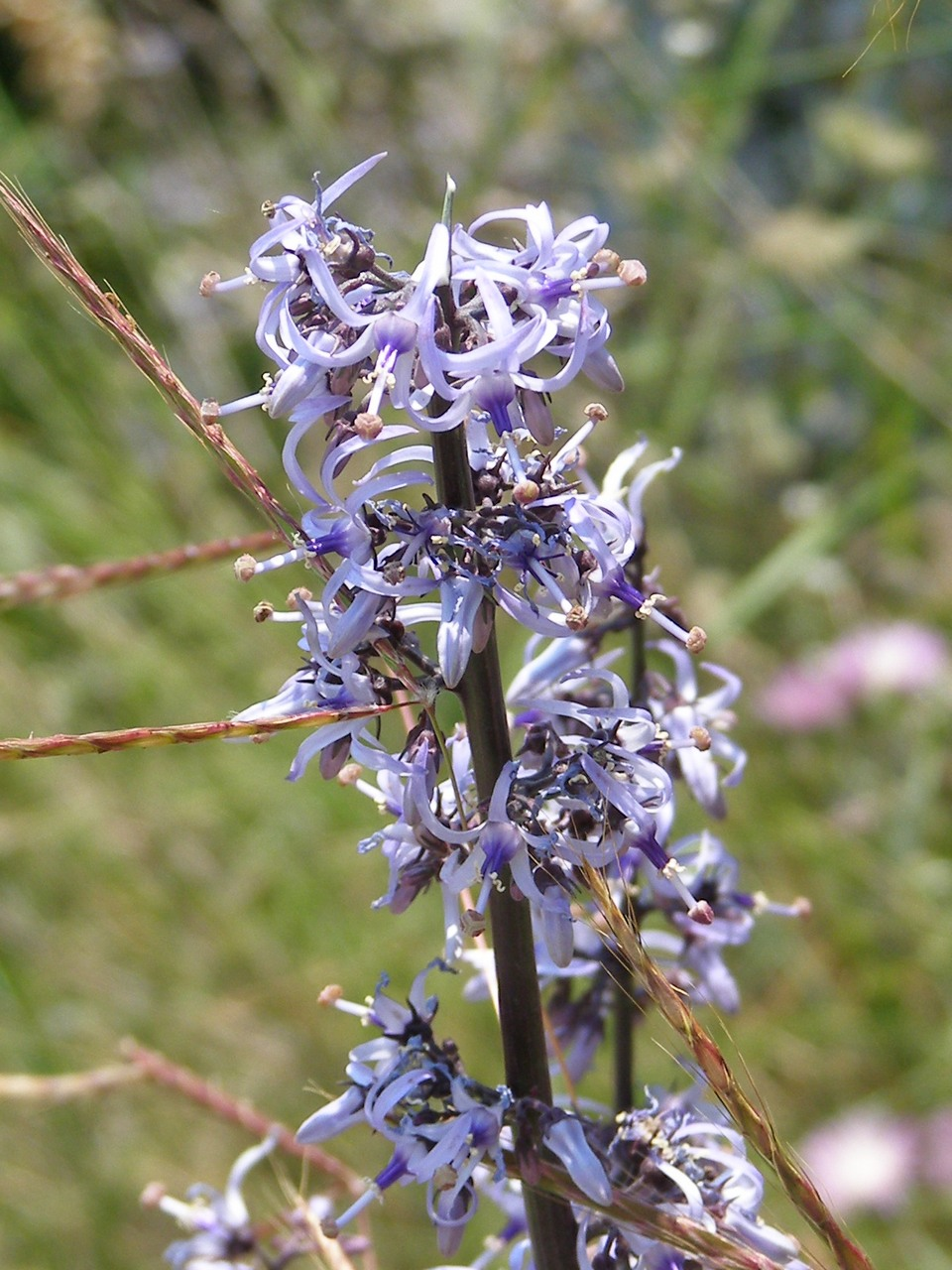
Nahaufnahme eines Ausschnittes des Blütenstandes

Diese ausdauernde krautige Pflanze erreicht Wuchshöhen von bis zu 1 Meter. Sie besitzt lange Pfahlwurzeln. Die grundständigen Laubblätter sind groß, oval und gefiedert.
Die zwittrigen Blüten sind fünfzählig. Die fünf hellblauen bis blauvioletten Blütenkronblätter sind schmal urnenförmig verwachsen. Es ist nur ein Kreis mit fünf Staubblättern vorhanden. Die deutlich vorstehenden Stempel besitzen ziegelrote Narben. Die Blütezeit reicht von April bis Juni.

## Vorkommen
Die Kretische Rutenglockenblume ist nur auf Kreta heimisch. Sie wächst an Schluchtwänden und kalkigen Hängen aber auch an Hausmauern.

## Endemismus
Als Angehörige der Ägäischen Reliktflora in der pflanzengeographischen Region der Kardägäis wird die Petromarula als Relikt-Endemit angesehen. Zusammen mit 140 anderen Pflanzenarten auf Kreta konnte sie die Klimaveränderungen in und seit den Kaltzeiten des Pleistozän in der isolierten Insellage und im ausgeglichenen Meeresklima überdauern, während die ehemalige ägäische Flora auf dem Festland und in festlandsnahen Bereichen von anderen Pflanzenarten verdrängt wurde. Auch auf Kreta wächst keine weitere der Petromarula näher verwandte Pflanzenart.

## Taxonomie
Die Kretische Rutenglockenblume wurde 1753 von Carl von Linné in Species Plantarum Band 1 Seite 171 als Phyteuma pinnatum erstbeschrieben. Die Art wurde 1830 von Alphonse de Candolle in Monographie des Campanulées Seite 4 und 209–211 als Petromarula pinnata (L.) A.DC. in die Gattung Petromarula gestellt. Johann Bauhin (1650–1651) gibt an, dass man die Art in Kreta „Pietra Marola“ heiße.